# Aegotheles novazelandiae
El egotelo de Nueva Zelanda (Aegotheles novaezelandiae) es una especie extinta de ave caprimulgiforme de gran tamaño dentro de los egotelos (familia Aegothelidae), endémica de las islas de Nueva Zelanda. Los fósiles indican que la especie estuvo desperdigada en ambas islas. Pese a unos pocos reportes acerca de egotelos encontrados en el siglo XIX, se considera que la especie se extinguió hacia el año 1200.
El egotelo australiano fue la especie más grande dentro de la familia y pesaba aproximadamente entre 150 y 200 g. Era un ave incapacitada para el vuelo, lo que sugieren sus alas cortas. Su dieta consistía posiblemente de invertebrados, como ranas o lagartijas. La especie se extinguió poco después de la introducción de las ratas de la Polinesia en Nueva Zelanda. Sus restos se hallaron en asentamientos maoríes, aunque es poco probable que hayan sido cazadas, debido a su tamaño y sus hábitos nocturnos.